# Loi pénitentiaire du 24 novembre 2009
Lire en ligne

Texte de la loi sur Légifrance

Code pénitentiaire
La loi du 24 novembre 2009, dite « loi pénitentiaire », est une loi française qui prévoit de nouvelles dispositions légales concernant l'exécution et l'application des peines en France, préparée par le cabinet de Rachida Dati, alors ministre de la Justice, et soutenue au Parlement par Michèle Alliot-Marie.
En 2022, le contenu de la loi est transposé dans le code pénitentiaire.

## Nouvelles dispositions légales
Ce texte législatif, qui comporte 100 articles, prévoit notamment l'obligation pour le juge de l'application des peines d'aménager les peines dont la partie ferme à exécuter est inférieure ou égale à deux ans.
La loi ordonne la généralisation du placement sous bracelet électronique pour les condamnés devant exécuter une peine égale ou inférieure à 4 mois d'emprisonnement, ou dont le reliquat est de 4 mois d'emprisonnement.
Elle prévoit la généralisation de l'intervention du service pénitentiaire d'insertion et de probation en matière de placement sous bracelet électronique.
Elle permet la conversion des peines d'emprisonnement en peines d'emprisonnement avec sursis et obligation d'effectuer un travail d'intérêt général.

## Historique
Ce texte, plutôt favorable aux condamnés, va en ce sens à l'opposé des tendances répressives remarquées dans des lois proposées précédemment par des gouvernements de Droite :
- Loi du 29 août 2002 d'orientation et de programmation pour la sécurité intérieure, encore appelée LOPSI,
- Loi du 13 décembre 2005 sur la récidive des infractions pénales,
- Loi du 10 août 2007 renforçant la lutte contre la récidive.

Le contexte est marqué par une augmentation significative du nombre de personnes détenues dans la décennie (le nombre de détenus est ainsi passé de 49 000 à 64 000, entre 2001 et 2009). Les conditions de rétention se dégradent de plus en plus. Dès 2000, cette dégradation avait déjà été médiatisée par un ouvrage de l'ancien médecin-chef de la santé, Véronique Vasseur, suivi de deux enquêtes parlementaires qui qualifient la situation des prisons françaises d'«humiliation» pour la République. Le surpeuplement progressif des établissements n'améliore pas la situation, et rajoute des tensions. Sous le gouvernement de Lionel Jospin, un projet de loi est préparé, mais la proximité de l'échéance présidentielle de 2002, avec une campagne électorale dominée par le thème de l'insécurité, conduit ce gouvernement à abandonner ce sujet. Lors de la campagne électorale présidentielle suivante (élection de 2007), Nicolas Sarkozy, conseillé d'ailleurs entre autres par Véronique Vasseur, inclut dans ses promesses électorales l'amélioration des conditions des détenues. C'est l'origine du projet de loi, tout d'abord travaillé sous la houlette de Rachida Dati, puis sous celle de Michèle Alliot-Marie, qui lui succède comme ministre de la Justice,,.
La loi est adoptée par le Parlement le 13 octobre 2009, puis validé le 19 novembre 2009 par le Conseil constitutionnel, qui avait été saisi par une soixantaine de députés, sous la forme d'une saisine blanche, sans mise en exergue de griefs particuliers.
Un ensemble de mesures, renforçant les possibilités de la police et de la gendarmerie, est adoptée ensuite en 2011. C'est la loi du 14 mars 2011 d'orientation et de programmation pour la performance de la sécurité intérieure, appelée encore LOPSI2.